# Architecture complémentaire
L'architecture complémentaire est un mouvement de l'architecture contemporaine qui promeut la pratique architecturale enracinée dans une compréhension globale du contexte, visant à contribuer à l'environnement de manière à continuer et à améliorer ou à mettre en valeur ses qualités préexistantes. Les caractéristiques essentielles de l'architecture complémentaire comprennent la durabilité, l'altruisme, le contextualisme, l'endémisme et la continuité d'un langage de conception régional spécifique.

## Exemples contemporains

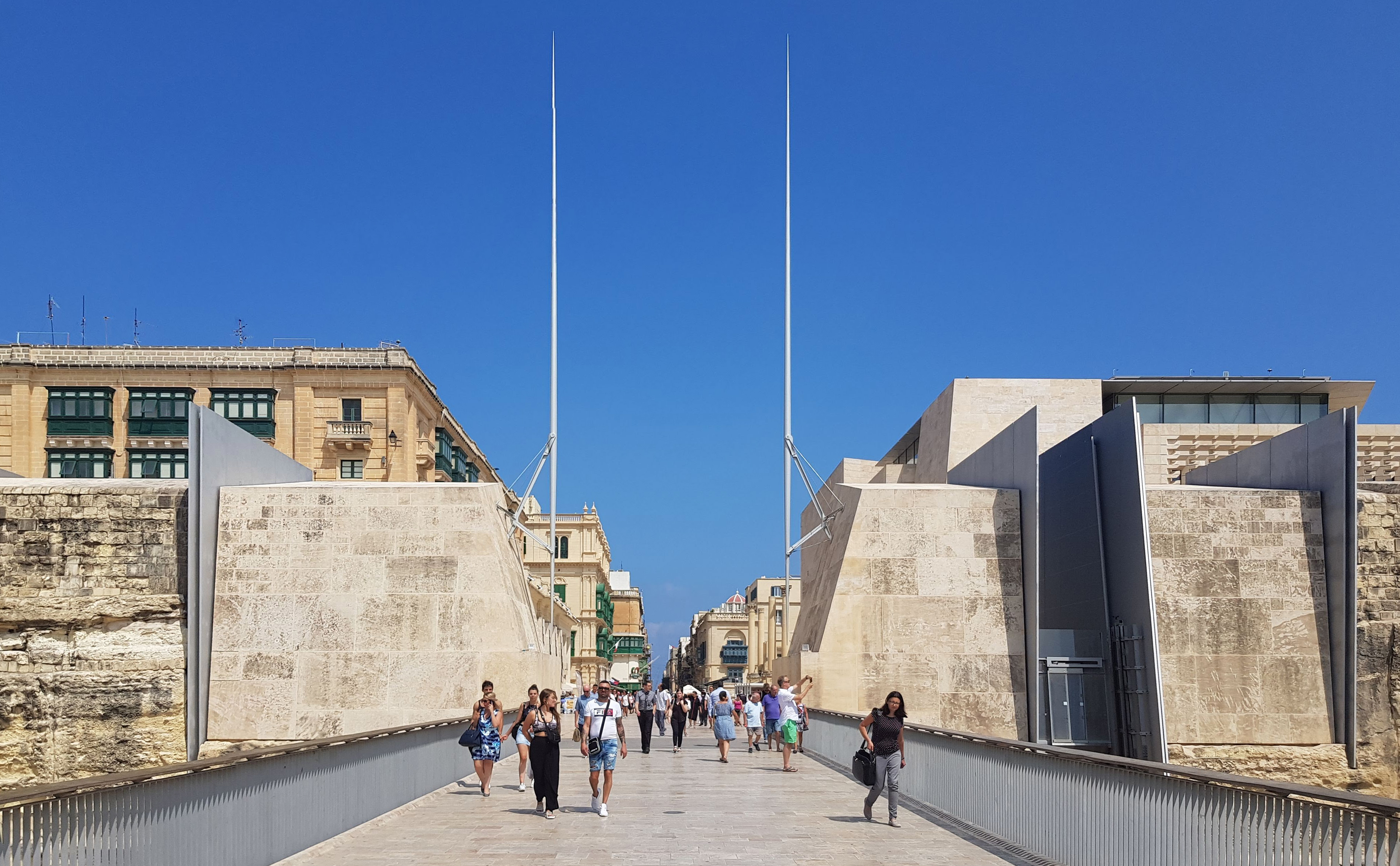
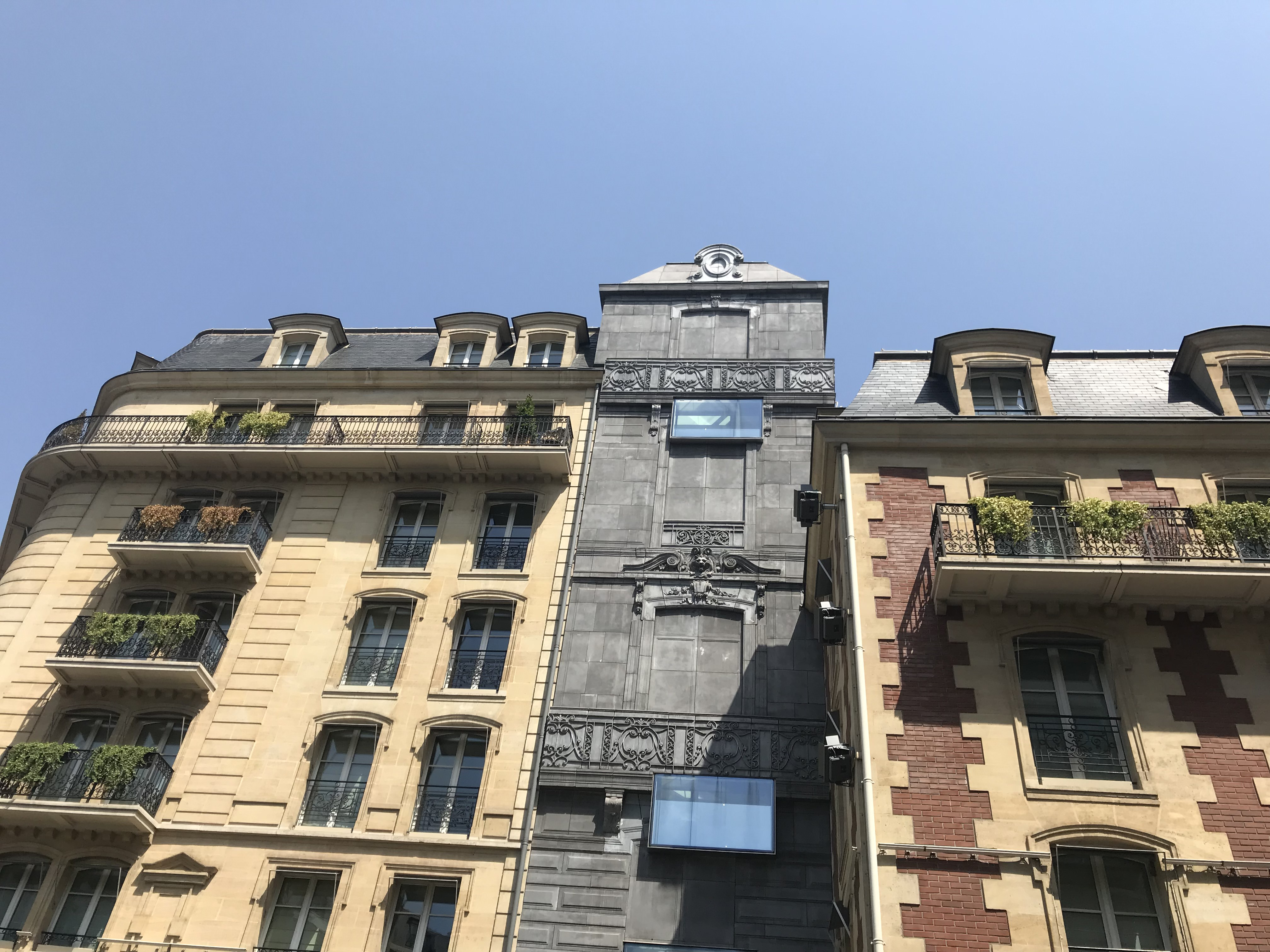
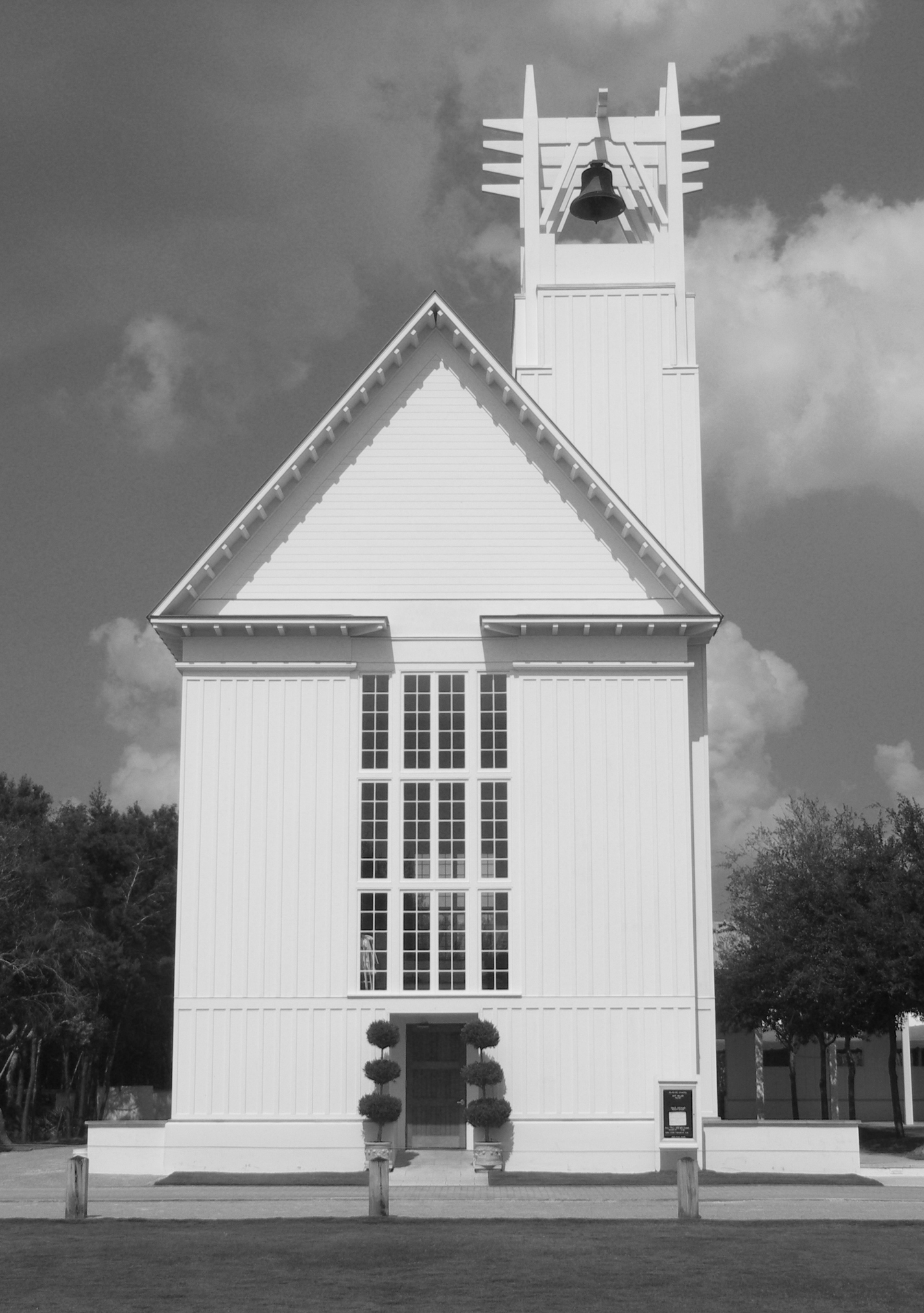
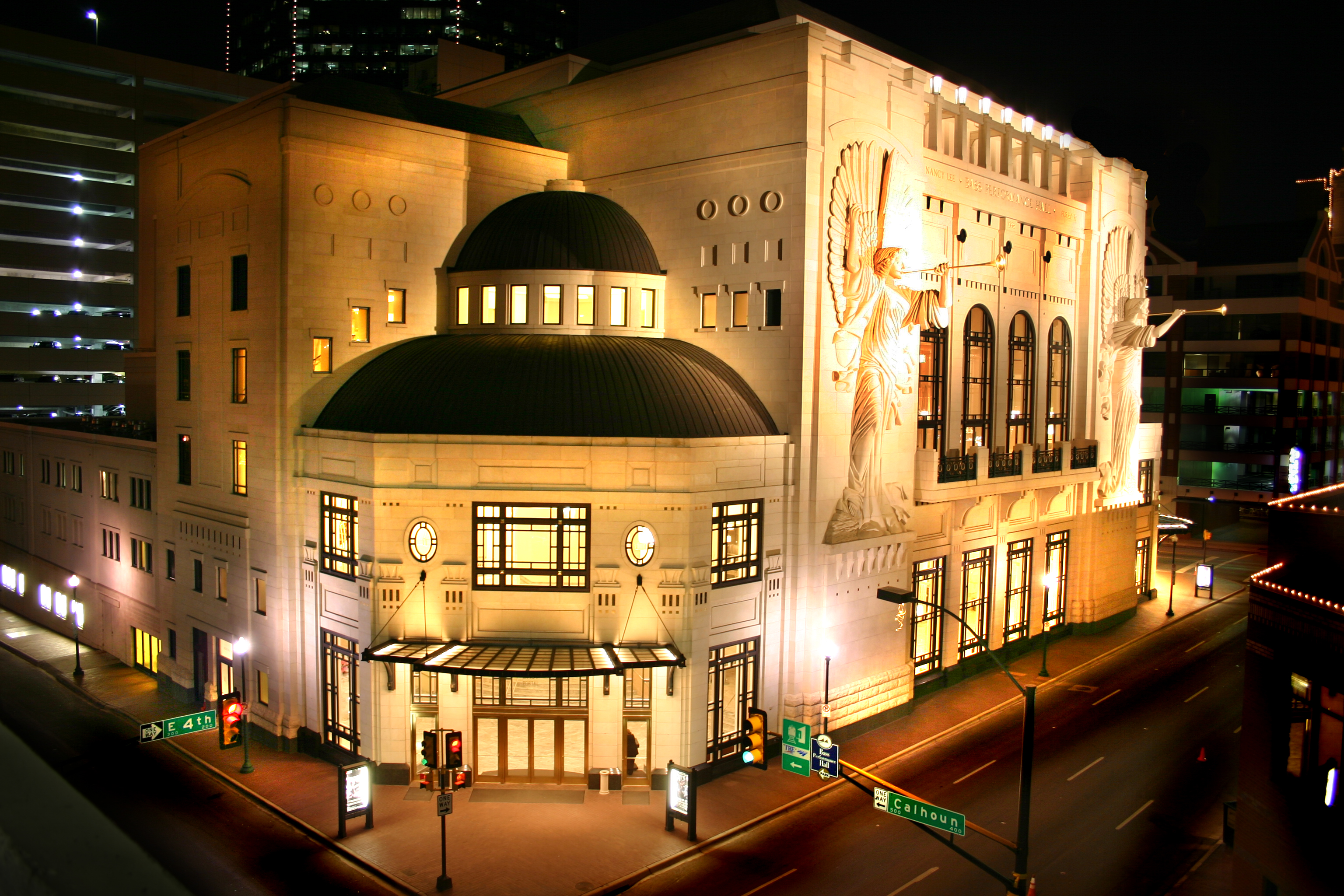
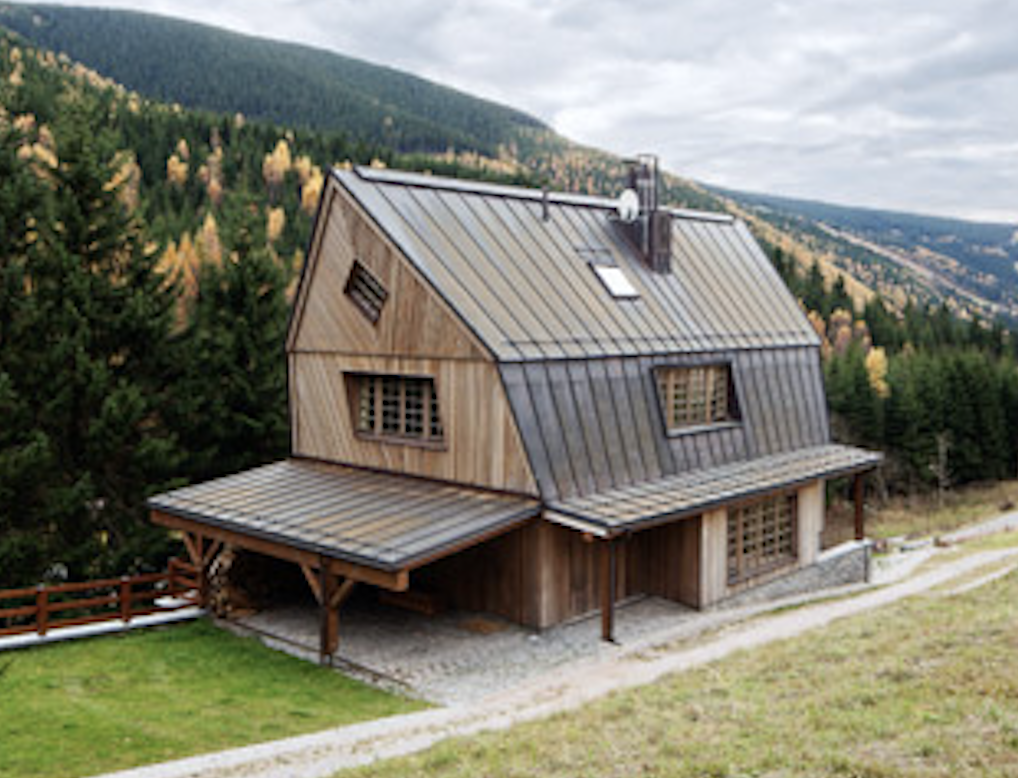
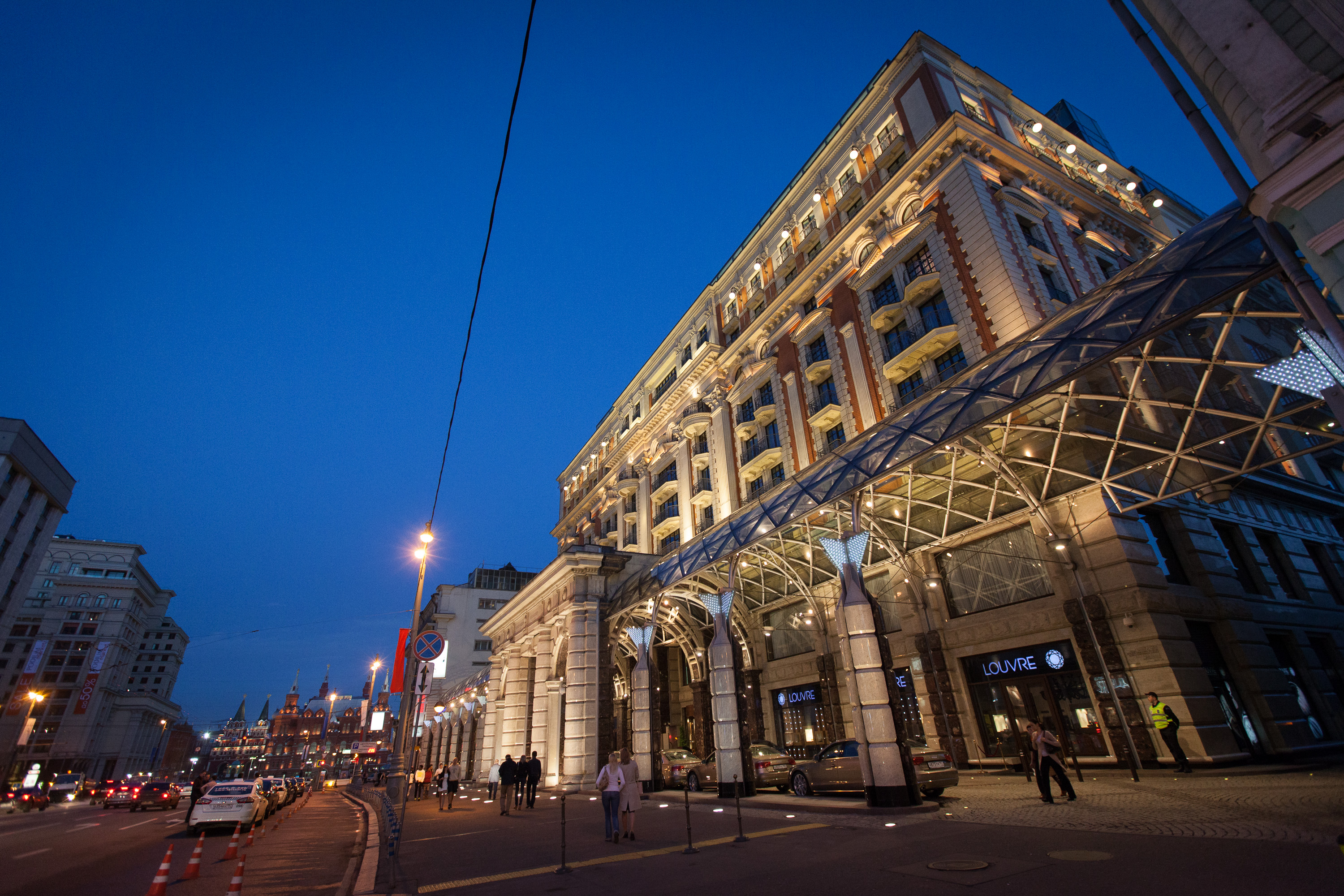
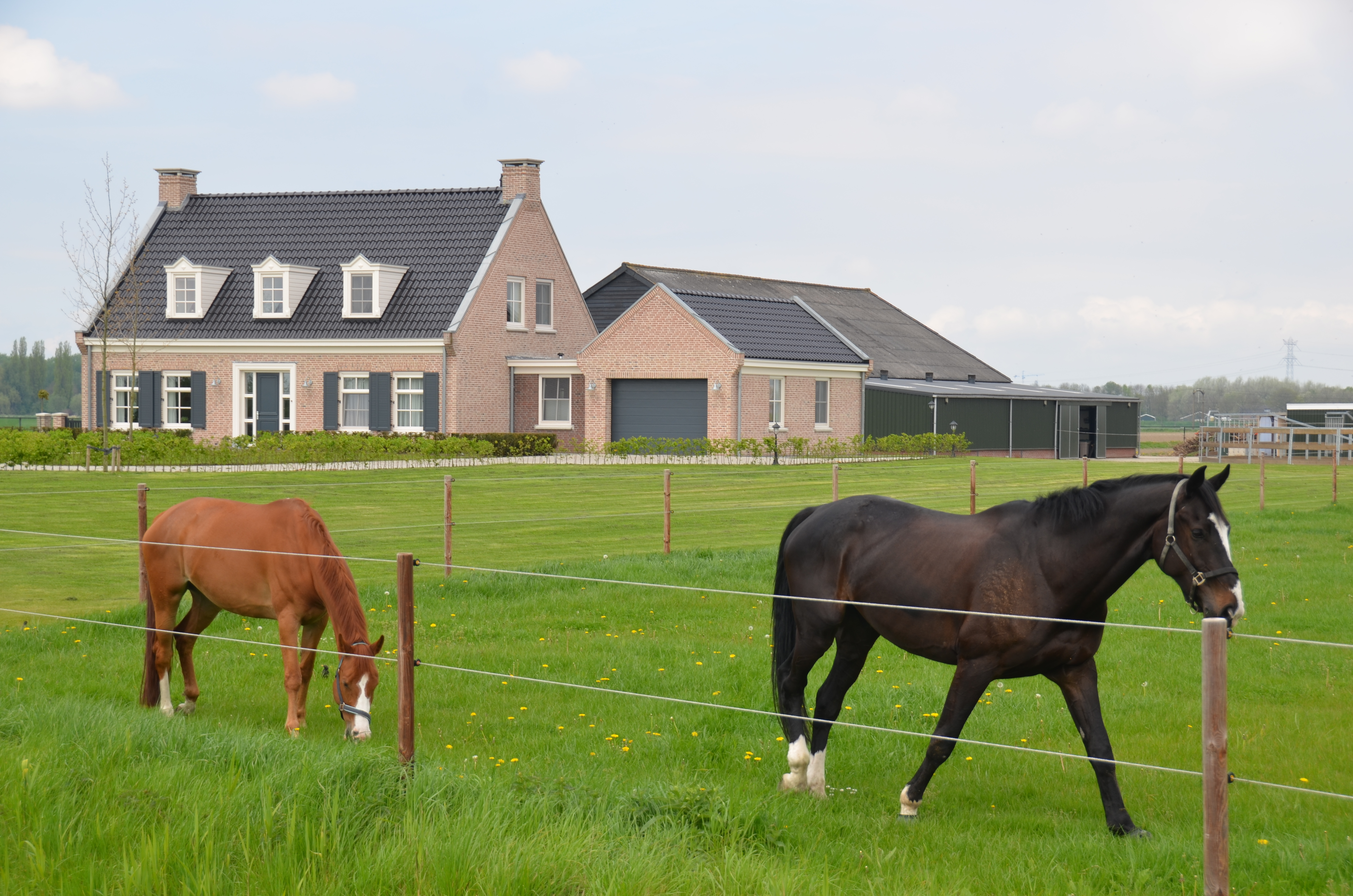
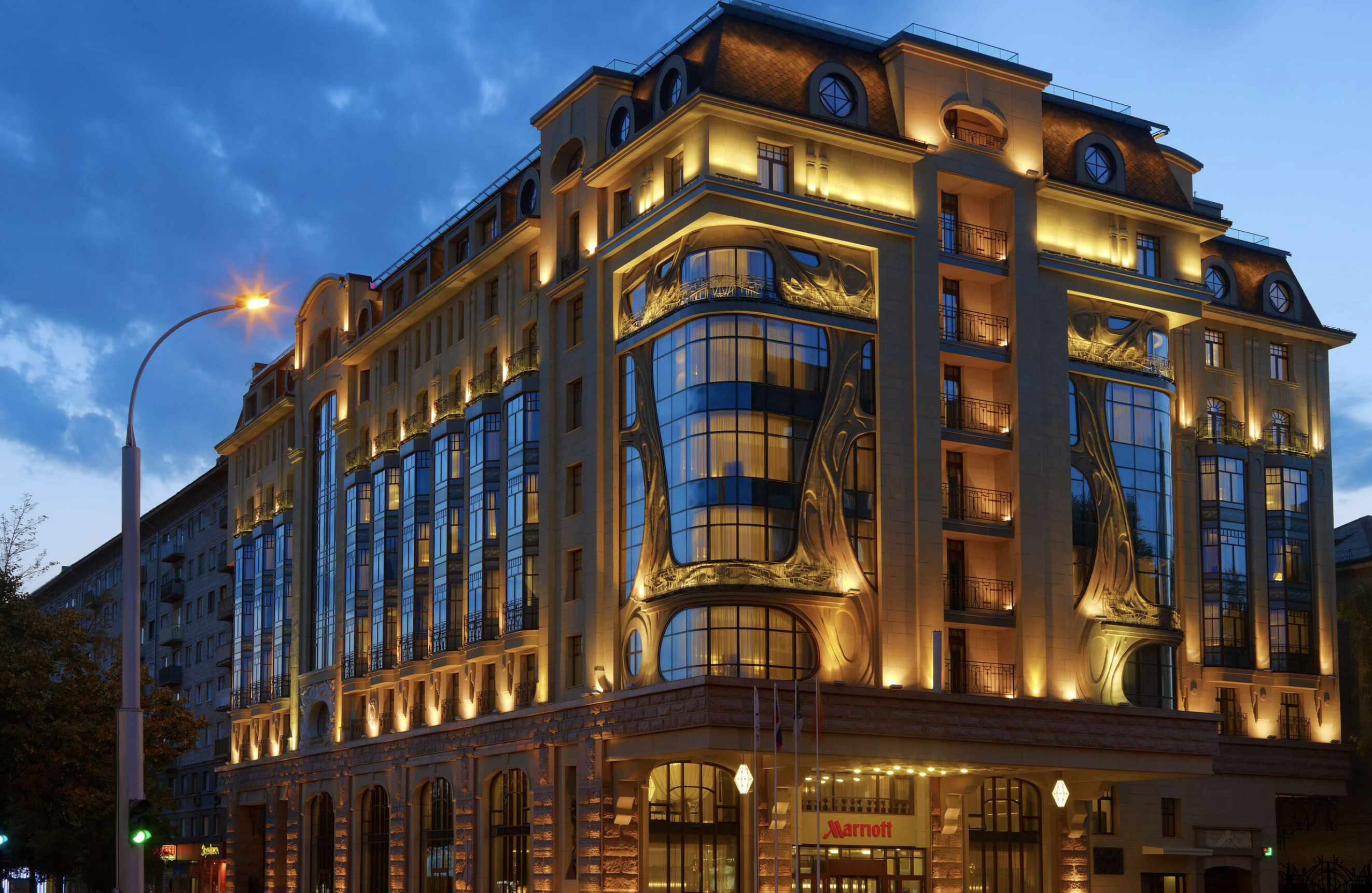
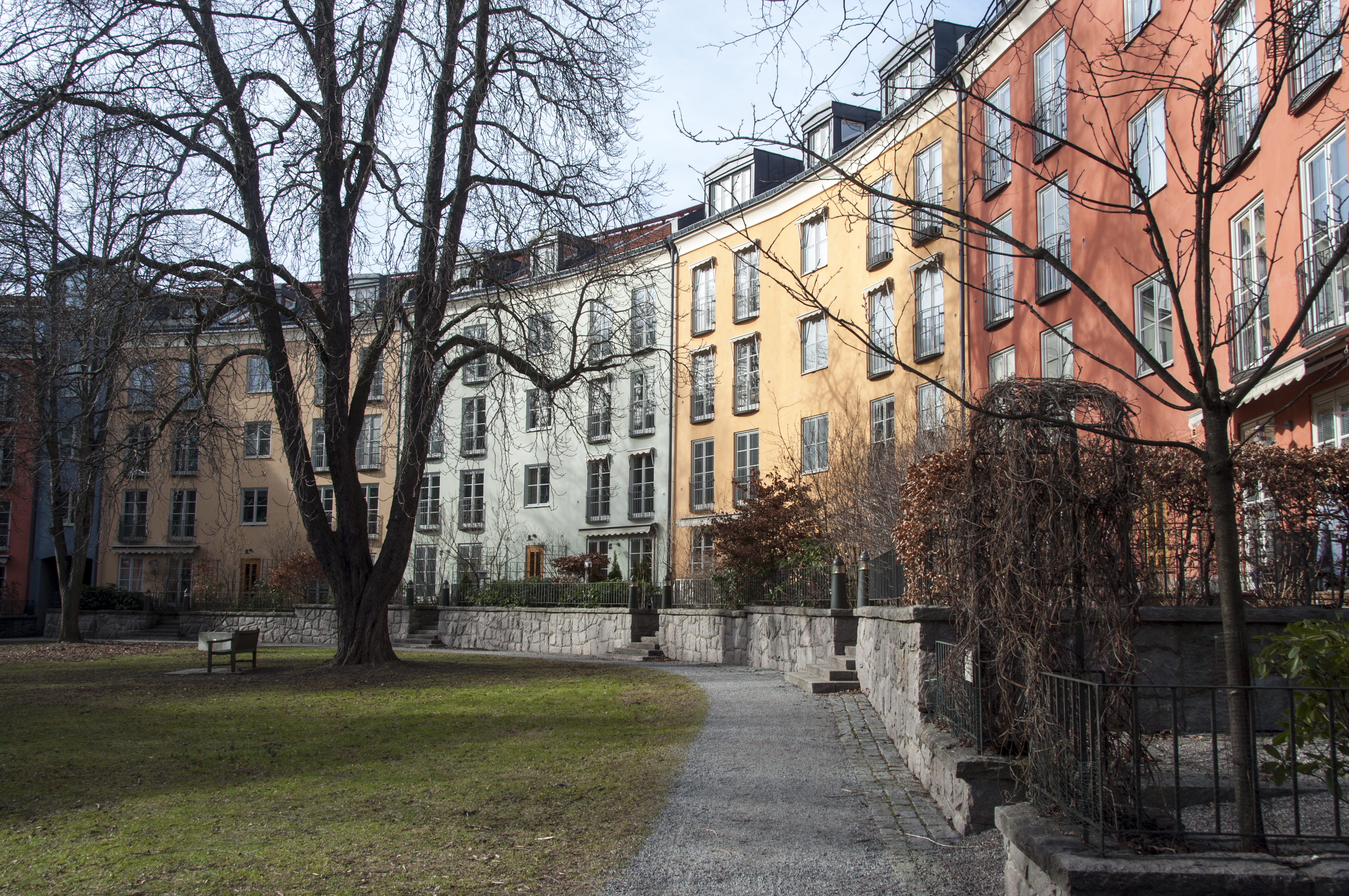
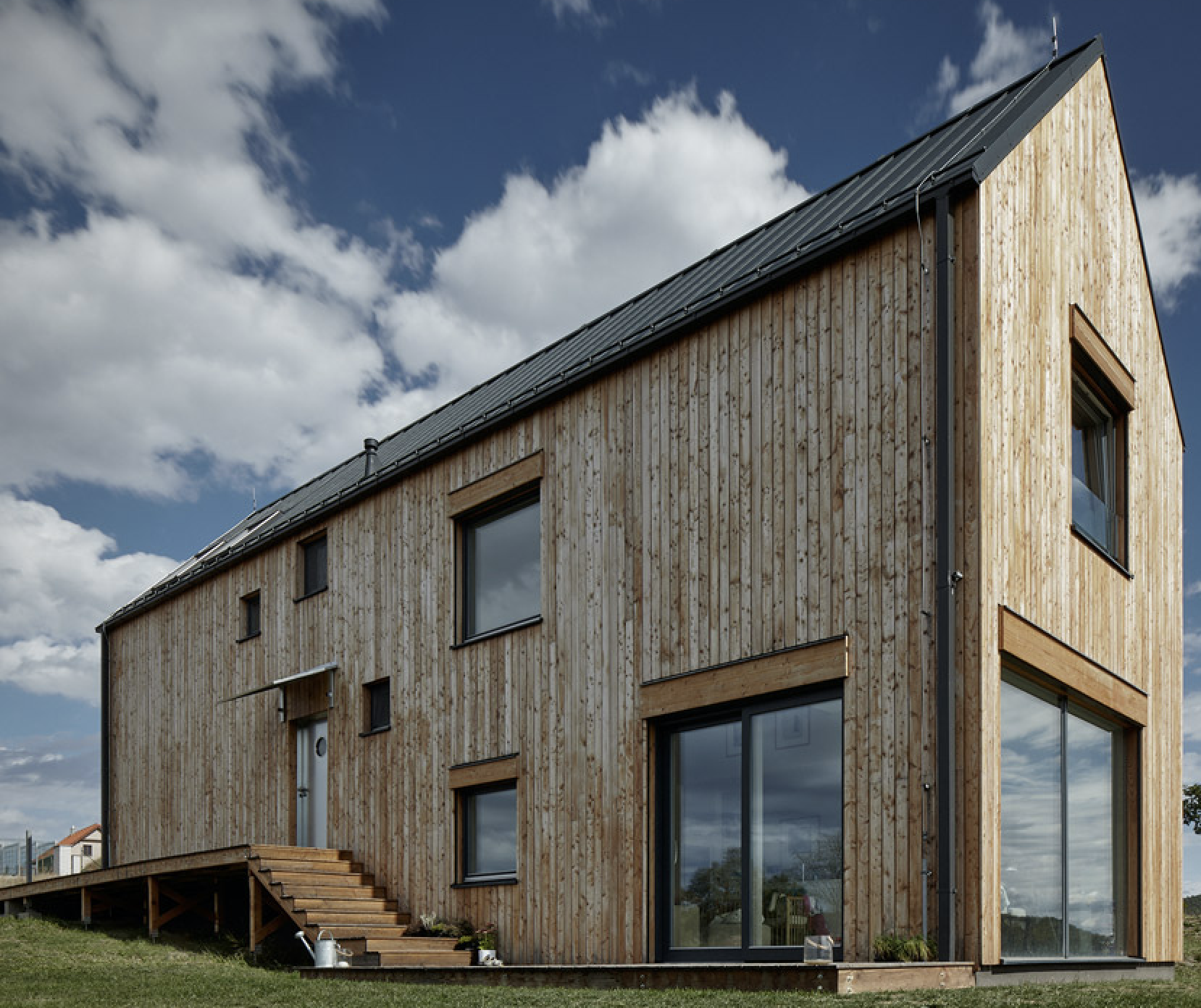
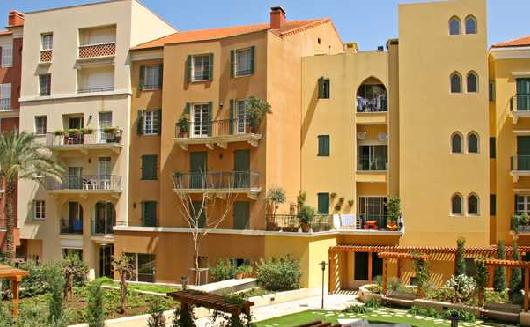
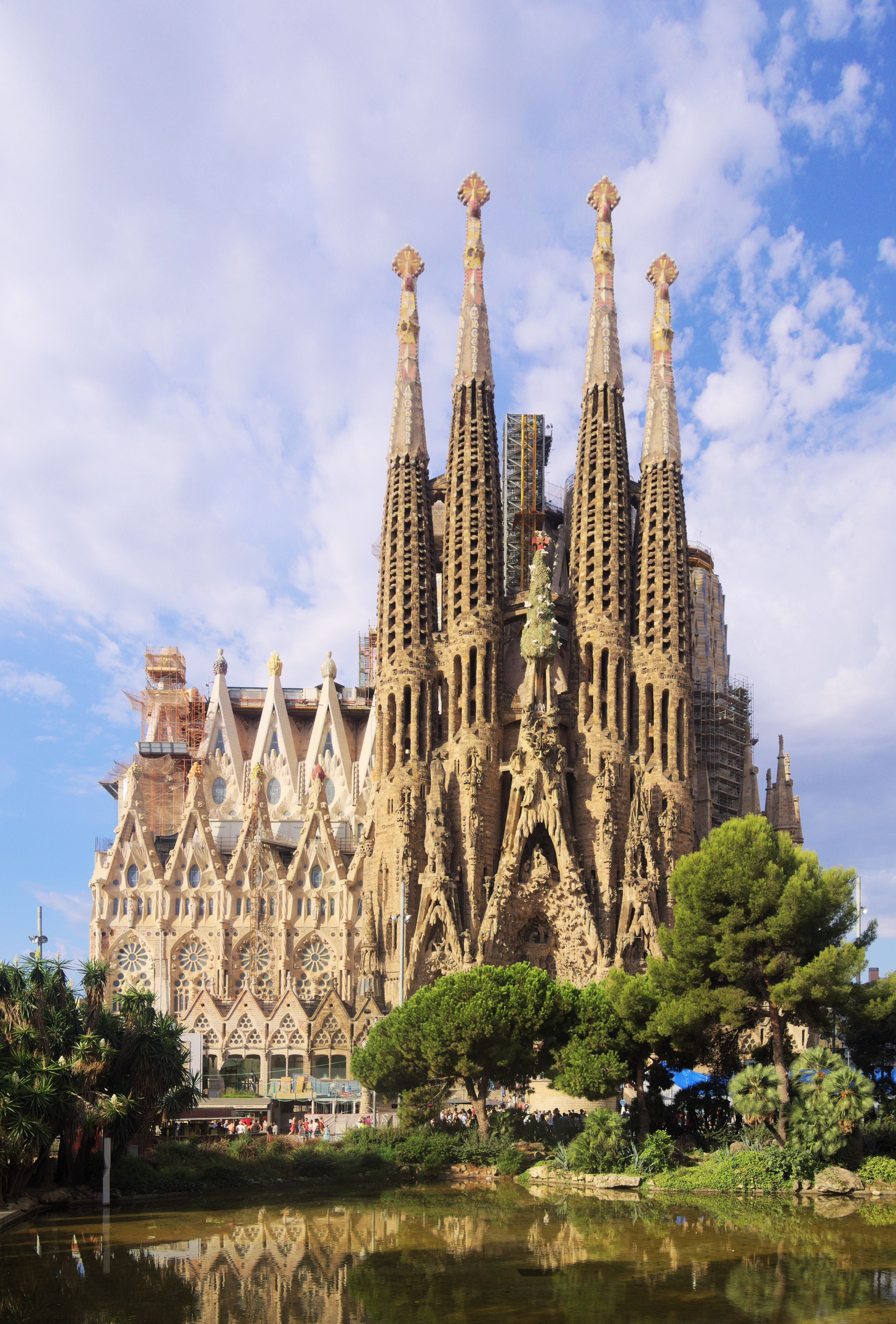
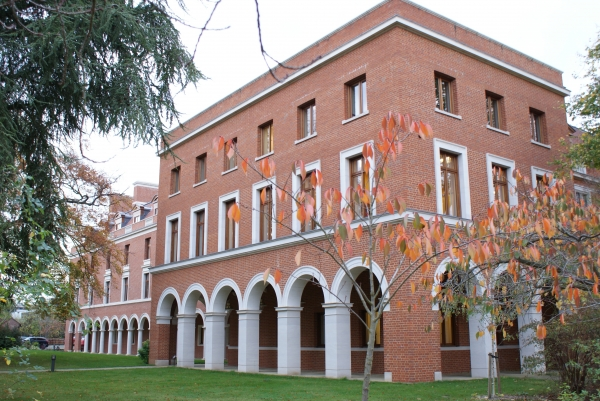
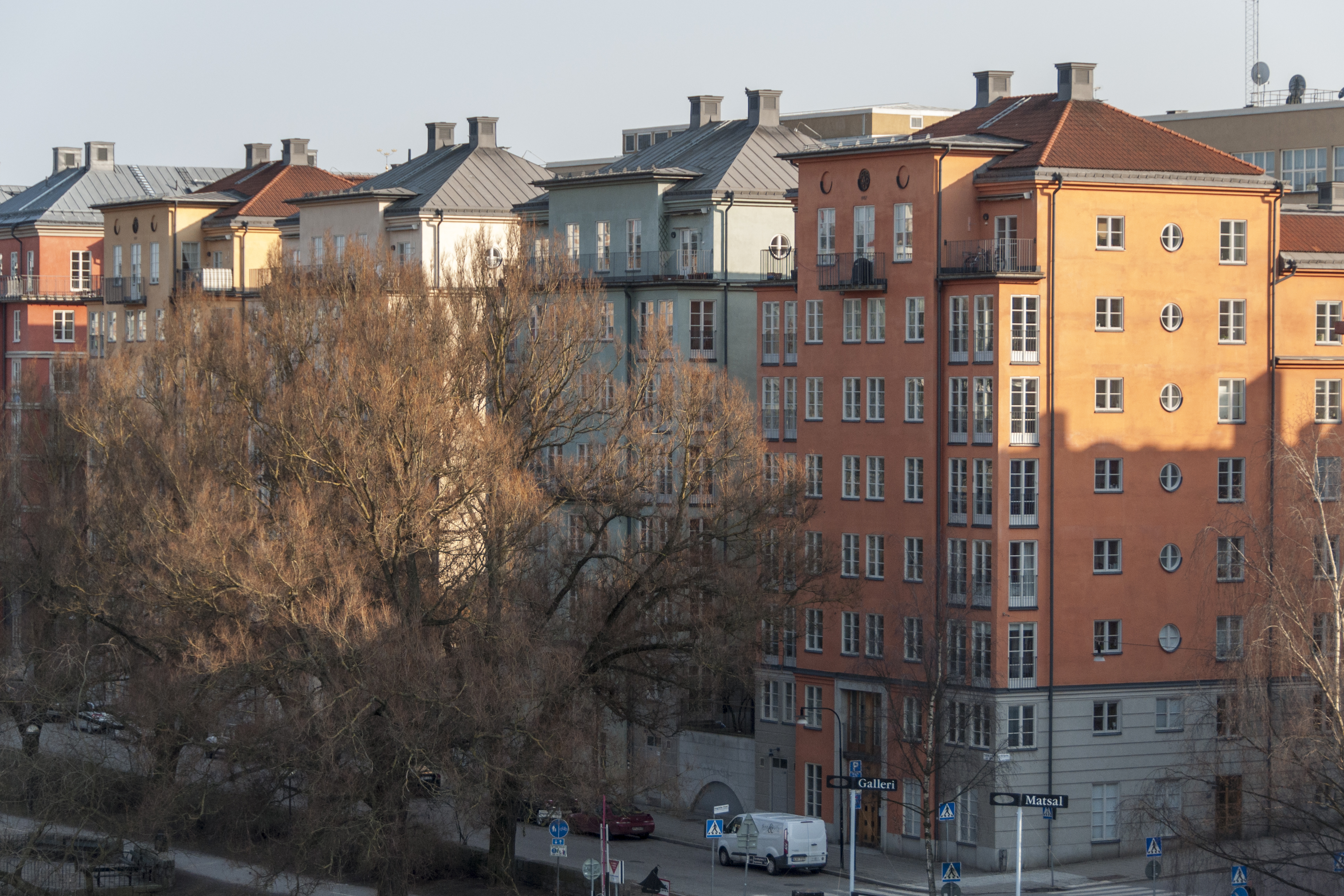

## Étymologie
Le terme a été inventé par l'architecte australien Jiri Lev dans Manifesto of Complementary Architecture (MOCA), formulé pour la première fois en 2015, en réponse à l'impact croissant des tendances de conception mondialisées et à leur manque de sensibilité locale. Le mot complément a ses racines dans le latin complémentum, de complre[Quoi ?] à remplir, complet et reste fidèle à cette origine dans son orthographe et dans ses significations liées à l'achèvement ou à l'accomplissement.

## Description
L'architecture complémentaire se situe à l'intersection des langages locaux de modèle et de conception. Un langage de modèle représente un ensemble de règles plus ou moins formalisées d'interaction humaine avec des formes construites, résultant de solutions pratiques développées au fil du temps en fonction de la culture locale et des conditions naturelles. Un langage de conception en architecture est un ensemble de normes géométriques (formelles) et matérielles utilisées dans les bâtiments et autres structures artificielles, résultant traditionnellement de matériaux locaux et de leurs propriétés physiques.
L'architecture complémentaire interprète la triade vitruvienne pour un usage contemporain, cartographiant la durabilité (firmitas) contre les aspects de durabilité plus large, l'utilité (utilitas) contre l'altruisme et le service à la société, et la beauté individuelle (venustas) contre harmonie avec un contexte plus large, l'identité régionale globale et l'esprit de endroit,.

## Continuité en architecture
Historiquement, les environnements de construction ont été produits de manière continue et évolutive plutôt que comme des événements révolutionnaires singuliers. L'architecture complémentaire implique une analyse systématique des techniques traditionnelles dans le contexte d'environnements urbains dynamiques, visant à redécouvrir des solutions durables, stratifiées, nuancées, contextuelles et écologiquement appropriées pour le moment présent,.

## Vues critiques
Le mouvement rejette spécifiquement la tendance des architectes contemporains à construire des bâtiments plutôt que des villes, négligeant le fait que la valeur d'un bâtiment reste dans l'ensemble architectural, ainsi que le contraste du modernisme avec la nature ou le contexte pour le bien de l'innovation comme expédient et inévitablement destructeur,. Les partisans affirment qu'au XXe siècle, l'abdication des éléments décoratifs et des formes traditionnelles était considérée comme un signe de simplicité, de solidarité et de sacrifice nouvellement découverts par le socialiste et économiquement rentable par le côté capitaliste de la scène politique. Par extension, que « presque tous les bâtiments achevés avant le 20e siècle étaient beaux » et que la question de la beauté dans l'architecture contemporaine et future est simplement une question de « récupération des vieilles habitudes ».